# Explora Escarpment
Koordinaten: 70° 33′ S, 15° 0′ W
Das Explora Escarpment ist eine Geländestufe im östlichen Weddell-Meer. Sie ist Teil des Kontinentalhanges vor der Prinzessin-Martha-Küste des ostantarktischen Königin-Maud-Lands.
Die Benennung der Formation erfolgte auf Vorschlag des Vermessungsingenieurs und Glaziologen Heinrich Hinze vom Alfred-Wegener-Institut. Namensgeber der im Juni 1997 vom Advisory Committee on Undersea Features anerkannten Benennung ist das Forschungsschiff Explora, mit dessen Hilfe zwischen 1977 und 1980 in diesem Gebiet geophysikalische Untersuchungen durchgeführt wurden.